# يوشيا كوينسي الثالث
يوشيا كوينسي الثالث (بالإنجليزية: Josiah Quincy III )‏ (و. 1772 – 1864 م) هو سياسي، وأستاذ جامعي، ومحامي، وقاضي من الولايات المتحدة الأمريكية. ولد في بوسطن. كان عضوًا في الحزب الفيدرالي الأمريكي.كان عضوًا في الأكاديمية الأمريكية للفنون والعلوم.
توفي في كوينسي، ماساتشوستس، عن عمر يناهز 92 عاماً.

## مناصب
تولى منصب عضو مجلس النواب الأمريكي، وعضو مجلس النواب ماساتشوستس.

## التعليم
تعلم في جامعة هارفارد، وأكاديمية فليبس.

## روابط خارجية
- يوشيا كوينسي الثالث على موقع ميوزك برينز (الإنجليزية)
- يوشيا كوينسي الثالث على موقع إن إن دي بي (الإنجليزية)
- يوشيا كوينسي الثالث على موقع ديسكوغز (الإنجليزية)